# Юрцев, Борис Александрович
Бори́с Алекса́ндрович Ю́рцев (1932—2004) — советский и российский ботанико-географ, флорист, геоботаник, систематик растений, доктор биологических наук, (1966), профессор (1990) лауреат Государственной премии СССР (1989), Премии имени В. Л. Комарова (1996), заслуженный деятель науки Российской Федерации (1996). Также отчасти[прояснить] был писателем

## Биография
Родился в Москве 15 марта 1932 года. Осенью 1941 года эвакуирован в Касимов, после чего с матерью, Ниной Яковлевной, переехал в Займище под Казанью. С детства занимался определением растений, в 1950 году поступил в Московский университет. Первую научную статью опубликовал в 1951 году. Посещал лекции Т. А. Работнова, Н. Я. Каца, В. А. Дубянского.
В 1955 году Борис Александрович окончил кафедру геоботаники. Осенью того же года женился на однокурснице Тамаре Георгиевне Полозовой.
После окончания университета работал в БИН АН СССРː лаборантом (1955—1958), младшим научным сотрудником (1958—1966), старшим научным сотрудником (1966—1983), заведующим лабораторией растительности Крайнего Севера БИН (1983—2004).
В 2004 году Б. А. Юрцев путешествовал по Норвегии. 14 декабря 2004 года скончался в больнице в Санкт-Петербурге. Похоронен на Смоленском кладбище.

## Научная деятельность
Начиная с 1953 года, почти ежегодно принимал участие в экспедицияхː на Кольский полуостров, Полярный Урал, Тянь-Шань, в Таджикистан (Гиссарский хребет), Азербайджан (Талыш), Якутию (низовья Лены, Верхояно-Колымская нагорная страна, бассейны рек Яны, Индигирки), Монголию, субарктическую и арктическую Канаду, Аляску.
В течение 30 лет занимался исследованием слабо изученной флоры Северо-Востока России, особенно Чукотки, руководил 2-й Полярной экспедицией БИН АН СССР.
Основным направлением исследований Б. А. Юрцева было изучение флоры и растительности Севера, их эколого-географической дифференциации и генезиса. Он создал палеографическую концепцию Берингийской суши, Мегаберингии, разработал концепцию флоры как природной системы; развивал теорию и методы флористики и ботанической географии, ботанико-географического и флористического районирования северных территорий (особенно Бернигийского сектора).
Борис Александрович Юрцев — автор термина «парциальная флора» (1971). Под ней он понимал «естественную флору любых экологически своеобразных подразделений ландшафта, территории конкретной флоры» (1980).
В 1969 году Б. А. Юрцев принимал участие в XI Международном ботаническом конгрессе в Сиэтле, в 1975 году — на XII Конгрессе в Ленинграде. Он был активным организатором совещаний по сравнительной флористике (в 1973—2003 гг. проведено 6 совещаний в разных городах с последующим изданием материалов); руководителем и координатором международных биологических проектовː PAF (Панактическая флора) и CAFF (Сохранение арктической флоры и фауны).
Участвовал в создании и редактировании 10-томной «Арктической флоры СССР» (1960—1987, вып. VIII—X). Эта монография впоследствии была переведена на английский язык. Автор крупных систематических обработок — родов Oxytropis (стал изучать по совету А. И. Толмачёва), Astragalus, Dryas, Potentilla.

### Некоторые публикации
- Юрцев Б. А. Гипоарктический ботанико-географический пояс и происхождение его флоры. — М., 1966. — 92 с.
- Юрцев Б. А. Проблемы ботанической географии Северо-Восточной Азии. — Л., 1974. — 158 с.
- Юрцев Б. А. Арктическая флористическая область. — Л., 1978. — 165 с.
- Юрцев Б. А. Реликтовые степные комплексы Северо-Восточной Азии. — Новосибирск, 1981. — 167 с.
- Юрцев Б. А. Актуальные проблемы сравнительного изучения гор. — СПб., 1994. — 365 с.
- Юрцев Б. А. Изучение биологического разнообразия методами сравнительной флористики. — СПб., 1998. — 356 с.

## Почётные звания, должности, членство и награды
- Государственная премия СССР (1989) — за большой вклад в создание и редактирование 10-томной «Арктической флоры СССР».
- Премия имени В. Л. Комарова (̈1996) — «за серию работ по ботанической географии и истории флоры Арктики и Гипоарктики»[1].
- Заслуженный деятель науки Российской Федерации (1996).
- действительный член РАЕН (1997)

## Растения, названные в честь Б. А. Юрцева
- Jurtsevia Á.Löve & D.Löve, 1976 [= Anemone L., 1753]
- Avenula jurtzevii Tzvelev, 2009
- Festuca jurtzevii Tzvelev, 2010
- Oxytropis jurtzevii Malyschev, 1961 — Остролодочник Юрцева
- Salix jurtzevii A.K.Skvortsov, 1972 — Ива Юрцева
- Saxifraga jurtzevii Zhmylev, 1999 — Камнеломка Юрцева
- Taraxacum jurtzevii Tzvelev, 1984 — Одуванчик Юрцева